# Ordines (Roma Antiga)
Ordines (ordem) é eram as classes sociais na Roma Antiga. A posição de alguém nas Ordines era determinada pela riqueza e pelo nascimento. Os cavaleiros equestres e senadores eram obrigados a manter altos níveis de riqueza e possuir grandes quantidades de propriedades para permanecerem em sua classe. As pessoas de classes mais baixas poderiam ascender a uma ordine mais elevada do estrato social romano através da obtenção de riqueza. As pessoas também precisavam nascer em um status social elevado para ingressar nessas classes. Antes das reformas dos irmãos Gracos havia apenas duas ordines: os patrícios e os plebeus. Após as reformas de Caio Graco, a classe equestre foi dividida em uma ordine própria.  O termo também era aplicado a unidades militares sob o sistema manípulo.